# Deutsche Gesellschaft für Gentherapie
Die Deutsche Gesellschaft für Gentherapie e.V. (DG-GT e.V.) ist eine Vereinigung von Ärztinnen, Naturwissenschaftlern und anderer Berufsgruppen, die sich mit Fragen der experimentellen und klinischen Gentherapie beschäftigen, einschließlich der zugrundeliegenden Plattformtechnologien, der klinischen Anwendung von Zell- und Gentherapien sowie von ethischen und regulatorischen Aspekten. Sie fördert die Entwicklung des Fachgebiets durch wissenschaftlichen Austausch und Zusammenarbeit, durch Lehre und Ausbildung sowie durch die Information Betroffener in Gesellschaft und Politik. Präsident ist Toni Cathomen.
Der Verein ist Mitglied der Arbeitsgemeinschaft der Wissenschaftlichen Medizinischen Fachgesellschaften.

## Publikationen und Tätigkeiten
Wesentliche Zielsetzungen der DG-GT e.V. sind:
- Förderung der Grundlagenforschung und der translationalen Entwicklung der Gentherapie,
- Verbesserung der Ausbildung und der Interaktion zwischen Grundlagenforschern und Klinikern,
- Stärkung des Dialogs der Wissenschaftler mit der Öffentlichkeit,
- Informationsangebote für Schüler und Studierende,
- Stimulierung der biomedizinischen und der ethischen Reflexion möglicher Folgen des Gentransfers in Körperzellen,
- Mitgestaltung der regulatorischen Abläufe der Gentherapie in Deutschland mit dem übergeordneten Ziel eines europaweit einheitlichen Regelwerkes,
- Vernetzung der DG-GT e.V. mit Aktivitäten verwandter Fachgesellschaften auf nationaler und internationaler Ebene.

Das offizielle Publikationsjournal der DG-GT e.V. ist „Human Gene Therapy“.